# Willowsia buski
Willowsia buski är en urinsektsart som först beskrevs av Lubbock 1870.  Willowsia buski ingår i släktet Willowsia och familjen brokhoppstjärtar. Inga underarter finns listade i Catalogue of Life.